# Emanoel Sacramento
Pirata, właśc. Emanoel Sacramento Filho (ur. 17 września 1968 w Rio de Janeiro) – brazylijski piłkarz występujący na pozycji napastnika, obecnie trener Mesquity.

## Kariera klubowa
Pirata pochodzi z Rio de Janeiro i swoją grę w piłkę zaczynał jako czternastolatek w tamtejszym klubie Madureira EC, skąd po roku został zawodnikiem drużyny juniorskiej klubu Mesquita FC. Tam z kolei spędził trzy sezony, po czym odszedł do znacznie bardziej utytułowanej ekipy, CR Vasco da Gama, w której barwach wywalczył wicemistrzostwo juniorskiej ligi stanowej w 1987 roku. Swoją karierę seniorską rozpoczął za to w wieku dwudziestu lat, jako zawodnik Olaria AC. W 1989 roku powrócił do Mesquity, gdzie wystąpił w drugiej lidze stanu Rio de Janeiro. Dobre występy zaowocowały transferem do klubu Goiatuba EC, w barwach którego w sezonie 1990 został królem strzelców Campeonato Goiano z dwunastoma bramkami na koncie. W połowie 1991 roku przeniósł się do Piracanjuba EC z drugiej ligi stanowej, spędzając w nim pół roku i zdobywając tytuł zwycięzcy rozgrywek.
W 1992 roku Pirata podpisał kontrakt z pierwszoligowym zespołem Clube Náutico Capibaribe z siedzibą w mieście Recife. Podczas gry w tym klubie zanotował jedyny epizod w najwyższej klasie rozgrywkowej swojego kraju, strzelając trzy gole w Campeonato Brasileiro Série A – pierwszego 9 lutego w wygranym 2:0 spotkaniu z Guarani FC, drugiego 8 marca w wygranej 4:1 konfrontacji z Paysandu SC, natomiast ostatniego 12 marca w przegranym 2:3 pojedynku z Botafogo. Na koniec sezonu 1992 zajął z Náutico przedostatnie miejsce w tabeli, spadając z nim do drugiej ligi. Po relegacji klubu powrócił do Goiatuby, z którą wygrał ligę stanową, Campeonato Goiano, będąc czołowym strzelcem drużyny. W 1993 roku w tych samych rozgrywkach zajął drugie miejsce, już w barwach Goiás EC, tym razem ze skromniejszym dorobkiem bramkowym. Jego kolejną drużyną był Athletico Paranaense z Kurytyby, z którą wziął udział w drugiej lidze ogólnokrajowej, Campeonato Brasileiro Série B.
W 1994 roku Pirata przeszedł do drużyny AD São Caetano, w której barwach zdobył dziesięć bramek, w tym jedną historyczną, setną w historii klubu. Po pół roku trzeci raz został zawodnikiem Goiatuby, grającej w Campeonato Brasileiro Série B, gdzie spędził kolejne sześć miesięcy, po czym podpisał umowę z klubem AA Anapolina z miasta Anápolis, występującym w lidze stanu Goiás, będąc czołowym strzelcem ekipy. Latem 1995 wyjechał do Portugalii, gdzie został graczem trzecioligowego FC Marco, natomiast cały rok 1996 spędził bez większych sukcesów w SC Freamunde, także z trzeciej ligi portugalskiej. Podczas gry w tym klubie strzelił dziewięć goli w lidze, jak również dwie w meczu towarzyskim z czołową drużyną w kraju, FC Porto. Na początku 1997 roku przeszedł do gwatemalskiego klubu Azucareros Cotzumalguapa z siedzibą w mieście Santa Lucía Cotzumalguapa, gdzie dziewięciokrotnie wpisywał się na listę strzelców w najwyższej klasie rozgrywkowej tego kraju.
Latem 1997 Pirata podpisał umowę z meksykańskim drugoligowcem CF Cuautitlán, będącego filią pierwszoligowego Club Necaxa. W tym zespole spędził kolejne dwa lata, zdobywając 33 gole i dwukrotnie docierając do półfinału ligowej fazy play-off. W połowie 1999 roku przeszedł do innego klubu z tej samej klasy rozgrywkowej, Correcaminos UAT z miasta Ciudad Victoria, gdzie również doszedł do półfinału play-offów. W wiosennym sezonie Verano 2000, w barwach drużyny Lobos BUAP, razem ze swoim kolegą klubowym Carlosem został królem strzelców drugiej ligi meksykańskiej z piętnastoma bramkami na koncie. W tamtejszej Primera División A występował także w trzech innych zespołach – Atlético Yucatán, CF Aguascalientes (innej filii Necaxy) oraz Atlético Chiapas, jednak z żadną z tych ekip nie zanotował poważniejszego osiągnięcia. W 2002 roku przeniósł się do honduraskiej drużyny CD Marathón z miasta San Pedro Sula, której w wiosennych rozgrywkach Clausura 2003 pomógł zdobyć tytuł mistrza kraju.
W 2004 roku Pirata po dziewięciu latach występów za granicą powrócił do ojczyzny, do swojego byłego klubu, Anapoliny, w którego barwach występował w Campeonato Goiano i Campeonato Brasileiro Série B. W 2006 roku podpisał kontrakt z Mesquitą, grającej w drugiej lidze stanu Rio de Janeiro, gdzie strzelił swojego ostatniego ze swoich 189 zdobytych w karierze goli – z rzutu karnego w zremisowanym 1:1 spotkaniu z Bangu AC. Profesjonalną karierę piłkarską zakończył w wieku 38 lat.

## Kariera trenerska
Pod koniec kariery piłkarskiej Pirata rozpoczął pracę jako szkoleniowiec, początkowo w 2005 roku w roli grającego asystenta w zespole AA Anapolina. W 2006 roku został trenerem juniorów Mesquita FC i funkcję tę pełnił przez dwa lata, po czym został asystentem w sztabie szkoleniowym klubu América FC, także z siedzibą w mieście Rio de Janeiro. W 2008 roku podpisał kontrakt z ekipą EC Tigres do Brasil, gdzie początkowo był asystentem w pierwszym zespole i trenerem drużyny młodzieżowej U-20, z którą w sezonie 2009 triumfował w juniorskiej kategorii rozgrywek Taça Guanabara i Taça Rio. W 2010 roku został pierwszym trenerem drużyny Tigres i prowadził ją w Campeonato Carioca. W 2012 roku podjął pracę szkoleniowca swojego byłego zespołu, Mesquity.